# Vachonium maya
Vachonium maya är en spindeldjursart som beskrevs av Chamberlin 1947. Vachonium maya ingår i släktet Vachonium och familjen Bochicidae. Inga underarter finns listade i Catalogue of Life.